# Cardillac (opera)
Cardillac, Op. 39, è un'opera di Paul Hindemith in tre atti e quattro scene. Ferdinand Lion ha scritto il libretto basato sui personaggi del racconto Das Fräulein von Scuderi di E. T. A. Hoffmann.

## Storia dell'esecuzione
La prima rappresentazione fu alla Staatsoper di Dresda il 9 novembre 1926. Fu prontamente eseguita in tutta la Germania.
La prima italiana dell'opera ebbe luogo nel 1948 alla Biennale di Venezia nell'ambito dell'XI Festival di Venezia di Musica Contemporanea.
Anche se la Gran Bretagna dovette aspettare fino al 1970 per un'esecuzione in teatro, un concerto fu presentato alla Queen's Hall di Londra il 18 dicembre 1936, con la BBC Symphony Orchestra diretta da Clarence Raybould e interpretata da Miriam Licette come figlia di Cardillac.
Hindemith rivide sia la partitura che il testo, per la ragione che, secondo Ian Kemp, il linguaggio musicale "sembrava rozzo e indisciplinato". Questa seconda versione fu eseguita per la prima volta all'Opernhaus Zürich il 20 giugno 1952. Hans-Ludwig Schilling ha pubblicato un confronto tra le due versioni.
Dopo il 1953, Hindemith approvò solo la versione rivista del 1952 per le rappresentazioni teatrali. Tuttavia, dopo la morte del compositore nel 1963, la versione originale divenne nuovamente disponibile per la produzione.
La prima americana ebbe luogo alla Santa Fe Opera nel 1967 con una messa in scena del regista Bodo Igesz. La New Opera Company ha presentato le prime messe in scena nel Regno Unito nel marzo 1970 al Teatro Sadler's Wells.

## Strumentazione

### Organico
2 flauti (2 anche ottavino), oboe, corno inglese, clarinetto piccolo, clarinetto basso, sassofono tenore, 2 fagotti, controfagotto, corno, 2 trombe, 2 tromboni, basso tuba, timpani, triangolo, campane, gong piccolo, piatto piccolo, piatto grande, piatti, tam-tam, tamburo basco, 4 tom-tom, tamburo militare, tamburo piccolo, grancassa, glockenspiel, pianoforte, archi

### Sulla scena
oboe, 2 corni, tromba, timpani, violino, 2 contrabbassi

## Ruoli
| Ruolo | Registro vocale | Cast della prima, 9 novembre 1926 (Direttore: Fritz Busch) |
| --- | --------------- | ---------------------------------------------------------- |
| Cardillac, l'orefice | baritono        | Robert Burg                                                |
| La figlia di Cardillac | soprano         | Claire Born                                                |
| L'ufficiale | tenore          | Max Hirzel                                                 |
| Il mercante d'oro | basso           | Adolph Schoepfin                                           |
| Il cortigiano (cavaliere) | tenore          | Ludwig Max Eybisch                                         |
| La signora | soprano         | Grete Merrem-Nikisch                                       |
| Maresciallo del prevosto | basso           | Paul Schöffler                                             |
| Atto 3. Robert Burg come Cardillac e Max Hirzel come ufficialeAtto 2. Robert Burg come Cardillac e Claire Born come sua figliaAtto 3. Max Hirzel e Claire Born |                 |                                                            |

## Trama
LuogoParigi
EpocaXVII secolo

### Atto 1
Scena 1
La folla è agitata per una serie di recenti misteriosi omicidi. La polizia cerca di calmarla. L'orafo Cardillac entra in scena e l'atmosfera si fa ovattata. La Signora chiede al Cavaliere dell'orafo Cardillac e il Cavaliere le racconta dell'orafo e dei suoi gioielli inestimabili. La Signora promette al Cavaliere un appuntamento quella sera se potrà portarle la creazione più bella di Cardillac.
Scena 2
La Signora e il Cavaliere si godono il loro appuntamento e il Cavaliere consegna una delle cinture di Cardillac. Una figura mascherata entra furtivamente nella camera da letto e accoltella mortalmente il Cavaliere. La Signora sviene e la misteriosa figura se ne va con la cintura.

### Atto 2
Il mercante d'oro menziona a Cardillac l'ultimo omicidio che ha coinvolto il furto di una creazione recente di Cardillac. Il mercante d'oro ha i suoi sospetti sull'identità dell'assassino. Cardillac ordina a sua figlia di vegliare sul suo lavoro. Lei lo  fa e aspetta il suo amante, l'ufficiale. Cardillac ritorna e diventa chiaro che apprezza gli articoli che ha realizzato più di quanto non ami sua figlia. Quindi incontra il re e si offre di creare la sua più grande opera d'arte per lui. L'ufficiale entra per chiedere a Cardillac in matrimonio la mano di sua figlia e Cardillac acconsente. Sebbene l'ufficiale si renda conto di quanto Cardillac adori le sue creazioni più di sua figlia, gli offre denaro per una delle catene dell'orafo. Dopo che l'agente se ne è andato, Cardillac indica che è lui stesso l'assassino.

### Atto 3
In una taverna l'ufficiale indossa la catena, presentando se stesso come bersaglio dell'assassino. Cardillac entra e ferisce l'ufficiale, ma l'ufficiale respinge l'attacco e si aggrappa alla catena. Consiglia a Cardillac di fuggire. Il mercante d'oro quindi attira una folla e accusa Cardillac degli omicidi. Viene portato Cardillac, seguito da sua figlia. L'ufficiale difende Cardillac, confuta l'accusa del mercante d'oro e accusa il mercante d'oro di essere complice dell'assassino. Nell'insieme che segue, la figlia di Cardillac si rende conto che suo padre è l'assassino. La folla canta le lodi di Cardillac, ma mentre continuano, le sue parole li fanno interrogare sull'identità dell'assassino. Alla fine, Cardillac rivela alla folla che è lui l'assassino. Chiedono che si penta dei suoi crimini, ma lui non fa un gesto del genere. Allora la folla lincia Cardillac. Con il suo ultimo gesto prima di morire, allunga la mano verso la catena al collo dell'Agente, non verso  sua figlia. L'ufficiale e la figlia di Cardillac si giurano devozione reciproca.

## Incisioni
- Joseph Keilberth, direttore; Dietrich Fischer-Dieskau, Leonore Kirschstein, Donald Grobe, Karl-Christian Kohn, Eberhard Katz, Elisabeth Söderström, Willi Nett; Cologne Radio Choir; Cologne Radio Symphony Orchestra; (Deutsche Grammophon). Questa registrazione è della versione originale del 1926.
- Gerd Albrecht, direttore; Siegmund Nimsgern, Verena Schweizer, Robert Schunk, Harald Stamm, Josef Protschka, Gabriele Schnaut, Andreas Schmidt; accompagnati dal RIAS Chamber Choir; Berlin Radio Symphony Orchestra; (Wergo, (1988)). Questa registrazione è della versione originale del 1926.
- Kent Nagano, direttore; Alan Held, Angela Denoke, Christopher Ventris, Hannah Esther Minutillo, Charles Workman; orchestra e coro dell'Opera National de Paris; Bel Air Classiques, (2007). Questa registrazione è della versione originale del 1926.
- Wolfgang Sawallisch, direttore; Donald McIntyre, Robert Schunk, Maria de Francesca-Cavazza, Hans Günther Nöcker; Coro dell'Bavarian State Opera, Bavarian State Orchestra; Messa in scena e progetto di Jean-Pierre Ponnelle; DVD (2008). Questa registrazione è della versione originale del 1926.